# Herpsilochmus axillaris
Formigueirinho-de-peito-amarelo ou chorozinho-de-peito-amarelo (Herpsilochmus axillaris) é uma espécie de ave da família Thamnophilidae.
Pode ser encontrada nos seguintes países: Colômbia, Equador e Peru.
Os seus habitats naturais são: regiões subtropicais ou tropicais húmidas de alta altitude.